# Janvier-Marie Sarnelli
Janvier-Marie Sarnelli (Naples, 12 septembre 1702 - Naples, 30 juin 1744) est un rédemptoriste italien reconnu bienheureux par l'Église catholique.

## Biographie
Fils d'Angelo Sarnelli, baron de Ciorani, et de la baronne Catherine Scoppa, il est le 4e enfant de huit frères et sœurs. À 14 ans, il désire devenir jésuite, mais son père s'y oppose et l'oriente vers des études de droit. Diplômé en droit canonique et civil en 1722, il exerce sa profession jusqu'en 1728. Au cours de ces années, il rencontre un autre avocat, Alphonse de Liguori, qui se distingue par sa ferveur religieuse et son aide assidue aux pauvres des hôpitaux napolitains, en particulier dans celui des Incurables.
Vers la fin de l'année 1728, il abandonne la profession d'avocat et entre au séminaire ; ses études le conduise au noviciat de la congrégation des missions apostoliques (fondée en 1646 à Naples par Samson Carnevale pour la prédication), il est ordonné prêtre le 8 juin 1732. Après son ordination, le cardinal Pignatelli le nomme responsable de la catéchèse dans l'église Santi Francesco e Matteo.
Le 9 novembre 1732, son ami et ancien camarade, Alphonse de Liguori, fonde la congrégation du Très Saint Rédempteur. Sarnelli le rejoint un an plus tard et ensemble, ils entreprennent une série de missions à travers la côte amalfitaine et dans les villages de l'intérieur. Mais en 1736, d'un commun accord, il retourne à Naples, où il entreprend une lutte gigantesque contre la prostitution, véritable fléau de Naples à l'époque, en convertit plusieurs, leur arrange des mariages honnêtes, leur donnant souvent une dot, ou les plaçant dans des familles sûres. Il est souvent menacé de mort par ceux qui exploitent ces filles mais il ne fléchit pas. Il œuvre également pour l'assistance religieuse et matérielle des facchinelli, garçons exploités par le travail.
En accord avec Liguori, il organise, à partir de 1741, une mission permanente dans la banlieue de Naples, recueillant un succès incroyable, au point que le pape Benoît XIV, dans une lettre adressée aux évêques du royaume de Naples, recommande son organisation dans tous les autres diocèses. C'est aussi un écrivain fertile, ses nombreuses œuvres littéraires et spirituelles, constituent une bibliographie très respectée, et ses écrits sont imprimés à Naples en 14 volumes de 1848 à 1851.
Il meurt prématurément à l'âge de 41 ans, le 30 juin 1744 à Naples, il est enterré dans église Santa Maria dell'Aiuto puis transféré plus tard dans l'église rédemptoriste de Ciorani (Mercato San Severino). Alphonse de Liguori, qui vécut longtemps, écrivit sa biographie en l'appelant le « grand serviteur du Seigneur ». Le pape Jean-Paul II le béatifie le 12 mai 1996.